# Георги Шиперков
Георги Иванов Шиперков е български революционер, деец на Вътрешната македоно-одринска революционна организация.

## Биография
Шиперков е роден в 1877 година в костурското село Дъмбени, тогава в Османската империя, днес в Гърция. В 1895 година влиза във ВМОРО, заклет от Лазар Поптрайков и Чолаков. Работи със Ставро Калабуров, Янко Прешленков, Иван Грежов (по-късно изселник във Варна). В 1902 година е арестуван на лозето му, бит до припадък, за да разкрие оръжието и явките на комитите и захвърлен в дерето. През май 1903 година участва в сражението при Локвата и Виняри, в което четите на Лазар Поптрайков и Васил Чакаларов се сражават няколко часа с османски войски. В това сражение е ранен в крака и Христо Дуров полумъртъв го откарва в Жупанища, където се лекува два месеца и след това отново постъпва в четата. Участва в Илинденско-Преображенското въстание през лятото на 1903 година, като взима участие в сражението при Локвата в Смърдешката планина, в сражението при Апоскеп, на Ковач планина, над село Кономлади, където загива учителят Наполеончето, в Черна гора, сражението при Писодер. Участва в нападението над Жервени, при което загива Атанас Пачков от Дъмбени, както и в похода в Колонията на четата на Чекаларов. По време на въстанието, на 26 юли татко му Иван Шиперков, на 80 години, е убит с камъни от турските войници.
Емигрира в Свободна България и се установява в Пловдив. На 27 март 1943 година, като жител на Пловдив, подава молба за българска народна пенсия, която е одобрена и пенсията е отпусната от Министерския съвет на Царство България.